# Pushcart Prize

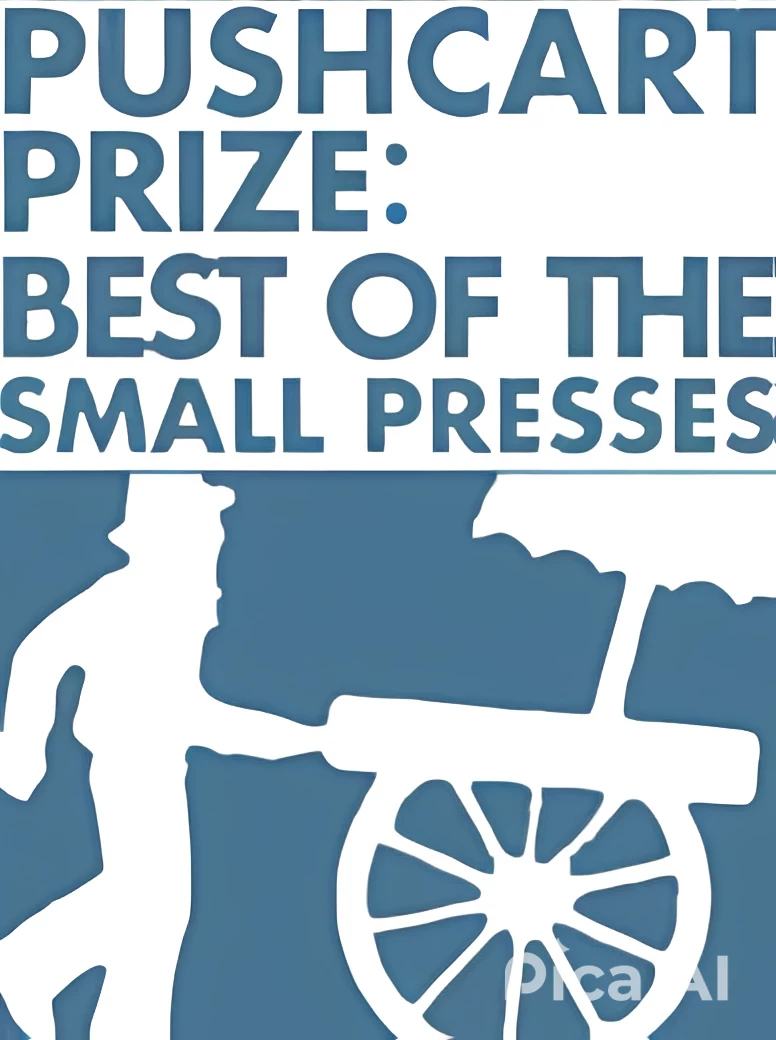

Der Pushcart Prize ist ein US-amerikanischer Literaturpreis von Pushcart Press, die damit die besten „Gedichte, Kurzgeschichten, Essays und literarisches Was-auch-immer“ ehrt, welche in Editionen im vorangegangenen Jahr veröffentlicht wurden.
Redakteure von Magazinen und kleinen Buchverlagen sind eingeladen, bis zu sechs Werke zu nominieren, die sie bewertet haben. Anthologien der ausgewählten Werke werden seit 1976 jährlich veröffentlicht.
Die Gründungsmitglieder waren Anaïs Nin, Buckminster Fuller, Charles Newman, Daniel Halpern, Gordon Lish, Harry Smith, Hugh Fox, Ishmael Reed, Joyce Carol Oates, Len Fulton, Leonard Randolph, Leslie Fiedler, Nona Balakian, Paul Bowles, Paul Engle, Ralph Ellison, Reynolds Price, Rhoda Schwartz, Richard Morris, Ted Wilentz, Tom Montag und William Phillips.
Unter den Autoren, die früh in die Pushcart Prize Anthologien aufgenommen wurden, sind: Kathy Acker, Steven Barthelme, Rick Bass, Charles Baxter, Bruce Boston, Raymond Carver, Joshua Clover, Junot Díaz, Andre Dubus, William Gass, Seán Mac Falls, William Monahan, Paul Muldoon, Joyce Carol Oates,  Tim O’Brien, Lance Olsen, Peter Orner, Kevin Prufer, Kay Ryan, Mona Simpson, Ana Menéndez, und Wells Tower.

## Gewinner nach Jahren
- 2012 Pushcart XXXVI
- 2011 Pushcart XXXV
  - Mary Beth Hughes für „Double Happiness“ in A Public Space
  - Elliott Holt für „Fem Care“ in The Kenyon Review
  - Cheryl Strayed für „Munro Country“ in The Missouri Review
  - Alan Shapiro's „Indoor Municipal Pool“ im New Ohio Review
  - Sarah Einstein für „Mot“ in Ninth Letter
  - Martin Moran für „Analphabet“
  - Brigit Pegeen Kelly for „Rome“
  - L. S. Asekoff für „Hither & Yon“ in Ploughshares[5]
- 2010 Pushcart XXXIV
  - Ashlee Crews für „Birdfeed“ in McSweeney's
- 2009 Pushcart XXXIII
- 2008 Pushcart XXXII[6]
- 2007 Pushcart XXXI
- 2006 Pushcart XXX
- 2005 Pushcart XXIX
- 2004 Pushcart XXVIII
- 2003 Pushcart XXVII[7]
  - Mary Jo Bang
- 2002 Pushcart XXVI
- 2001 Pushcart XXV
  - Kwame Dawes für das Gedicht Inheritance
- 2000
  - Pauls Toutonghi
- 1999 Pushcart XXIV
  - Renée Ashley
- 1995 Pushcart XX
  - Nora Okja Keller für die Kurzgeschichte Mother-Tongue, welche zum zweiten Kapitel von Comfort Woman wurde.
- 1986 Pushcart X
  - Sheila Nickerson für Kodiak Widow[8]
- 1976 Pushcart I
  - Sheila Nickerson für The Song of the Soapstone Carver[9]